# Metschach, Glanegg
Metschach je naselje v Občini Glanegg v Okraju Trg na Koroškem v Avstriji.